# هوف (إنجلترا)

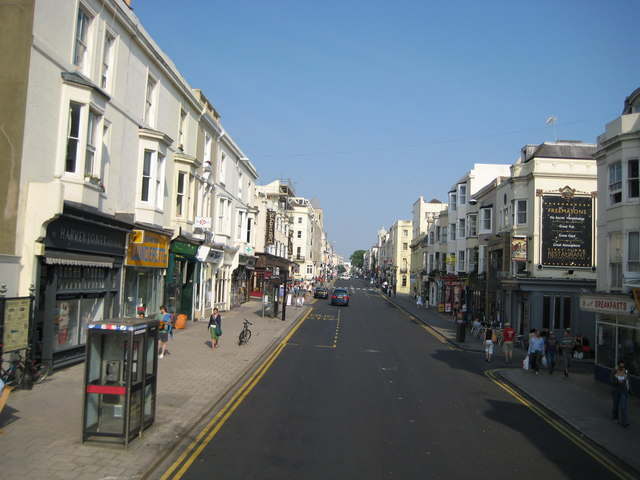

هوف هي جزء من مدينة برايتون وهوف الساحلية التي تقع في منطقة شرق ساسكس في إنجلترا.

## التاريخ
نشأت أساسا من قرية صيد صغيرة محافطة بأراضي زراعية مفتوحة، ونمت بسرعة في القرن التاسع عشر، نتيجة لنمو جارتها الشرقية مدينة برايتون. وبحلول العصر الفيكتوري تطورت لتكتسب صفة مدينة من الناحية الإدارية الرسمية.
انضمت إليها بعض الأبرشيات المجاورة في أواخر القرن التاسع عشر وبدايات القرن العشرين، مثل ألدرنغتون وهانغلتون.

## برايتون وهوف
وفي عام 1997، وكجزء من الإصلاح الحكومي المحلي، اندمجت مدينة هوف ومدينة برايتون في وحدة إدارية لتكونا منطقة إدارية، ومنحت صفة مدينة باسم «مدينة برايتون وهوف» في عام 2000. 